# John Tjaarda
John Tjaarda van Sterkenburg (Arnhem, 4 februari 1897 - Californië, 20 maart 1962), was een Amerikaanse product- en auto-ontwerper. Hij werd geboren in Nederland als Johan Tjaarda, zoon van Henriette Elisabeth Thieme en dokter Johannes Jan Tjaarda.

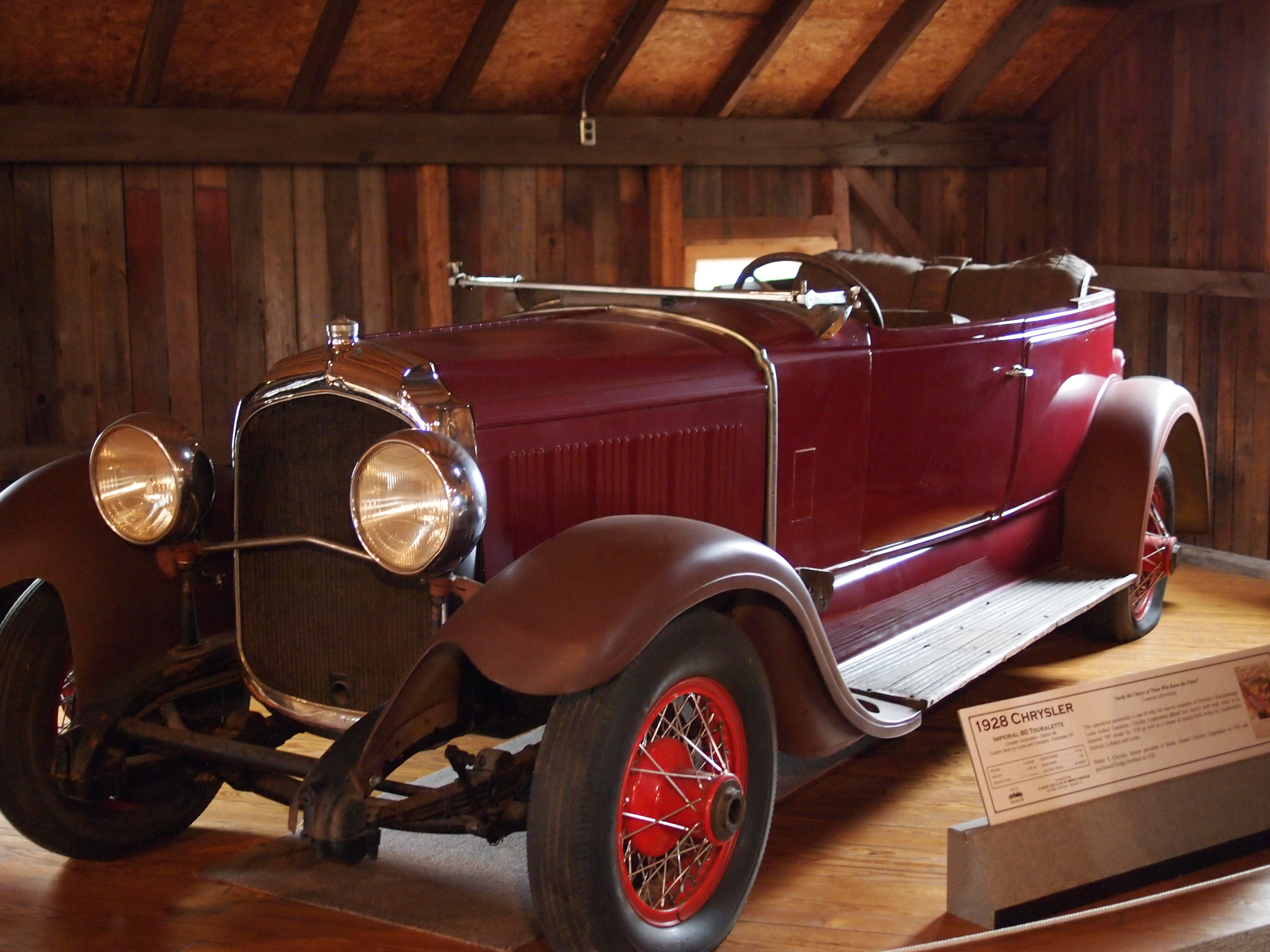
Chrysler Imperial Touralette, 1928

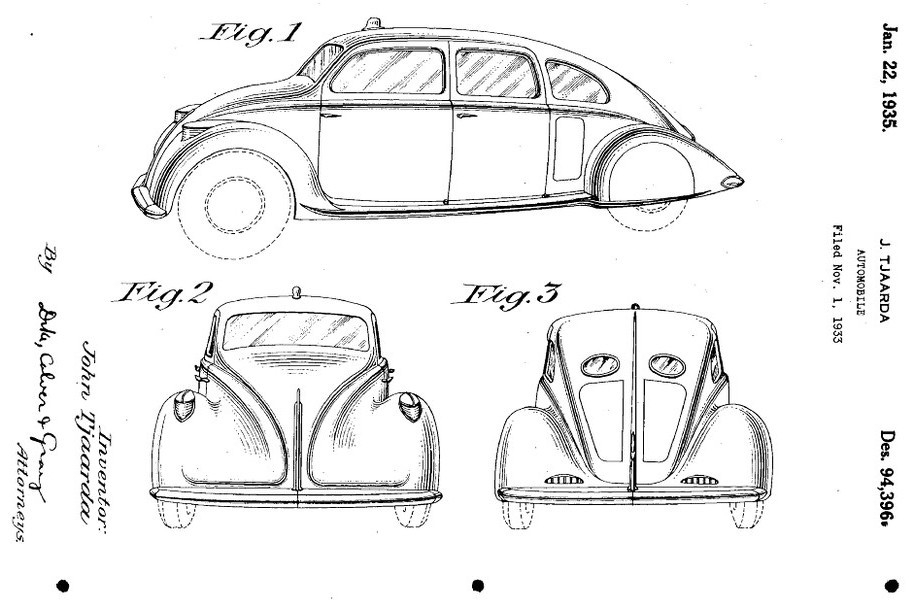
Briggs Dream Car, 1933

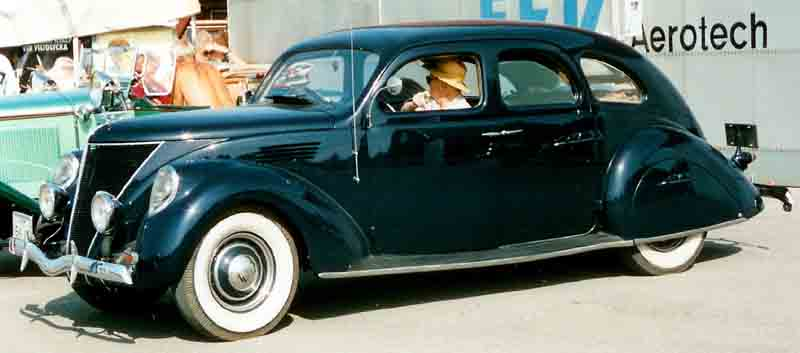
Lincoln Zephyr, 1936

Tjaarda volgde een opleiding vliegtuigontwerp in het Verenigd Koninkrijk, werd later piloot bij de Koninklijke Luchtmacht en maakte carrière in de luchtvaart bij Fokker. In 1923 emigreerde hij naar de VS waar hij zijn naam veranderde in John en op maat gemaakte carrosserieën ging bouwen in Hollywood. Omstreeks 1926 werd hij als ontwerpingenieur ingehuurd door carrosseriebouwer Locke and Company. Hun bekendste ontwerp was de Touralette, een op maat gemaakte tweedeurs phaeton die Tjaarda eerst voor zichzelf ontworpen had en die door Chrysler aangeboden werd op hun L-80 Imperial-chassis van 1927 tot 1928. Tjaarda werkte ook een tijdje voor de Art and Colour Division van General Motors onder leiding van de bekende ontwerper Harley Earl.
Tijdens de jaren twintig werkte hij aan een reeks gestroomlijnde monocoque-ontwerpen, bekend als de "Sterkenburg-serie", voordat hij in 1932 aan de slag ging bij de Briggs Manufacturing Company, waar hij na verloop van tijd hoofdontwerper werd. Daar ontwikkelde hij een conceptauto voor Ford om tentoongesteld te worden op de Wereldtentoonstelling van 1933 in Chicago. Deze "Briggs Dream Car" was een gestroomlijnde auto met de motor achterin, gebaseerd op zijn eerdere werk. Dit concept werd herwerkt tot een auto met de motor voorin, wat uiteindelijk zou leiden tot de Lincoln-Zephyr uit 1936.
Voor Briggs ontwierp Tjaarda in 1935 ook een "Kitchen of Tomorrow", een futuristische metalen keuken die voorzien was van een cirkelvormig kookeiland.
Na zijn ontslag bij Briggs in 1941 ten gevolge van een octrooigeschil richtte hij zijn eigen designstudio John Tjaarda and Associates op waar hij zijn activiteiten als auto- en industrieel ontwerper verderzette. In 1961, een jaar voor zijn overlijden, trad hij in dienst bij raketfabrikant Aerojet General.
Tjaarda's zoon, Tom Tjaarda, werd eveneens een bekende auto-ontwerper die voornamelijk in Italië werkte.